# Saltos ornamentais nos Jogos Olímpicos de Verão de 2016 - Plataforma 10 m sincronizado masculino
A competição da plataforma de 10 m sincronizado masculino dos saltos ornamentais nos Jogos Olímpicos de 2016 realizou-se a 10 de agosto no Parque Aquático Maria Lenk, na Barra da Tijuca, Rio de Janeiro.

## Formato
A prova consistiu de uma fase única em que os saltadores realizaram seis rondas de saltos sincronizados, em simultâneo. 11 jurados avaliaram a performance de cada equipe a cada ronda (seis para o salto, três por saltador; e cinco jurados avaliaram a sincronização). Só a pontuação do meio de cada saltador contou, com as três do meio a contar para a sincronização. Foi feita uma média dessas cinco pontuações, multiplicada por três e pelo grau de dificuldade da manobra. A pontuação de cada um dos seis saltos foi somada, dando o resultado final.

## Calendário
Os horários são pelo fuso de Brasília (UTC−3).
| Data                       | Hora  | Ronda |
| -------------------------- | ----- | ----- |
| Segunda-feira, 8 de agosto | 16:00 | Final |

## Medalhistas
|  | CHN China          |  | USA Estados Unidos          |  | GBR Grã-Bretanha            |
|  | Chen Aisen Lin Yue |  | David Boudia Steele Johnson |  | Tom Daley Daniel Goodfellow |

## Resultados
O par chinês alcançou o título olímpico na frente dos rivais norte-americanos, enquanto a Grã-Bretanha ficou com o bronze.
| Pos.              | Saltadores                                       | Saltos | Saltos | Saltos | Saltos | Saltos | Saltos | Total  |
| Pos.              | Saltadores                                       | 1      | 2      | 3      | 4      | 5      | 6      | Total  |
| ----------------- | ------------------------------------------------ | ------ | ------ | ------ | ------ | ------ | ------ | ------ |
| Medalha de ouro   | CHN China Chen Aisen Lin Yue                     | 57.00  | 57.00  | 92.82  | 85.32  | 106.56 | 98.28  | 496.98 |
| Medalha de prata  | USA Estados Unidos David Boudia Steele Johnson   | 54.00  | 53.40  | 83.52  | 85.68  | 85.47  | 95.04  | 457.11 |
| Medalha de bronze | GBR Grã-Bretanha Tom Daley Daniel Goodfellow     | 51.60  | 49.80  | 79.68  | 81.60  | 92.13  | 89.64  | 444.45 |
| 4                 | GER Alemanha Patrick Hausding Sascha Klein       | 51.00  | 48.60  | 74.88  | 92.88  | 84.66  | 86.40  | 438.42 |
| 5                 | MEX México Iván García Germán Sánchez            | 51.60  | 49.20  | 79.92  | 82.14  | 77.22  | 83.22  | 423.30 |
| 6                 | UKR Ucrânia Maksym Dolhov Oleksandr Horshkovozov | 50.40  | 49.80  | 77.76  | 84.48  | 68.82  | 90.72  | 421.98 |
| 7                 | RUS Rússia Viktor Minibaev Nikita Shleikher      | 51.00  | 48.60  | 78.54  | 67.71  | 87.48  | 84.24  | 417.57 |
| 8                 | BRA Brasil Jackson Rondinelli Hugo Parisi        | 49.80  | 48.00  | 71.10  | 70.08  | 61.38  | 68.16  | 368.52 |